# Pakistan na Letnich Igrzyskach Olimpijskich 2008
Pakistan na Letnich Igrzyskach Olimpijskich 2008 reprezentowało 21 zawodników, 19 mężczyzn i 2 kobiety.

## Skład kadry

### Hokej na trawie
Mężczyźni
- Shakeel Abbasi
- Nasir Ahmed
- Waqar Akbar
- Salman Akbar
- Zeeshan Ashraf
- Syed Abbas Haider Bilgrami
- Rehan Butt
- Muhammad Imran
- Muhammad Javed
- Adnan Maqsood
- Muhammad Asif Rana
- Shafqat Rasool
- Muhammad Saqlain
- Muhammad Waqas
- Syed Imran Ali Warsi
- Muhammad Zubair

Reprezentanci Pakistanu zajęli 8. miejsce.

### Lekkoatletyka
Kobiety
- Sadaf Siddiqui – bieg na 100 m (odpadła w eliminacjach)

Mężczyźni
- Abdul Rashid – bieg na 110 m przez płotki (odpadł w eliminacjach)

### Pływanie
Kobiety
- Kiran Khan – 50 m stylem dowolnym (zajęła 69. pozycję)

Mężczyźni
- Adil Baig – 50 m stylem dowolnym (zajął 74. miejsce)

### Strzelectwo
Mężczyźni
- Siddiq Umar – karabin pneumatyczny 10 m (zajął 48. miejsce)
- Siddiq Umar – Small-Bore Rifle, Three Positions, 50 m (zajął 49. pozycję)